# عيناتا (حمص)
عيناتا قرية تابعة لناحية الحواش تعتبر من اقدم القرى في الناحية نظرا لما وجد من اثارات كانت مدفونة في القرية تعود إلى حوالي قبل الف سنة. عدد سكانها حوالي 600 نسمة يعمل معظمهم بالزراعة. تطل على سهل البقيعة الخصيب ويحدها من الشمال والغرب وادي النصارى وبالأخص قرية المزينة التي تبعد عنها حوالي 4كيلو متر. فيها نبع الناصرية أكبر رافد لنهر الكبير الجنوبي الذي يفصل شمال لبنان عن سوريا، وكذلك ضريح الشيخ عبد الله الكنج الدندشي الذي قاد أول ثورة ضد الانتداب الفرنسي سنة 1919